# ادوارد گلاور (ورزشکار)
ادوارد گلاور (انگلیسی: Edward Glover; ۲۳ آوریل ۱۸۸۵ – ۲ نوامبر ۱۹۸۰) ورزشکار دو و میدانی اهل ایالات متحده آمریکا بود.